# Проспект Победителей (Минск)

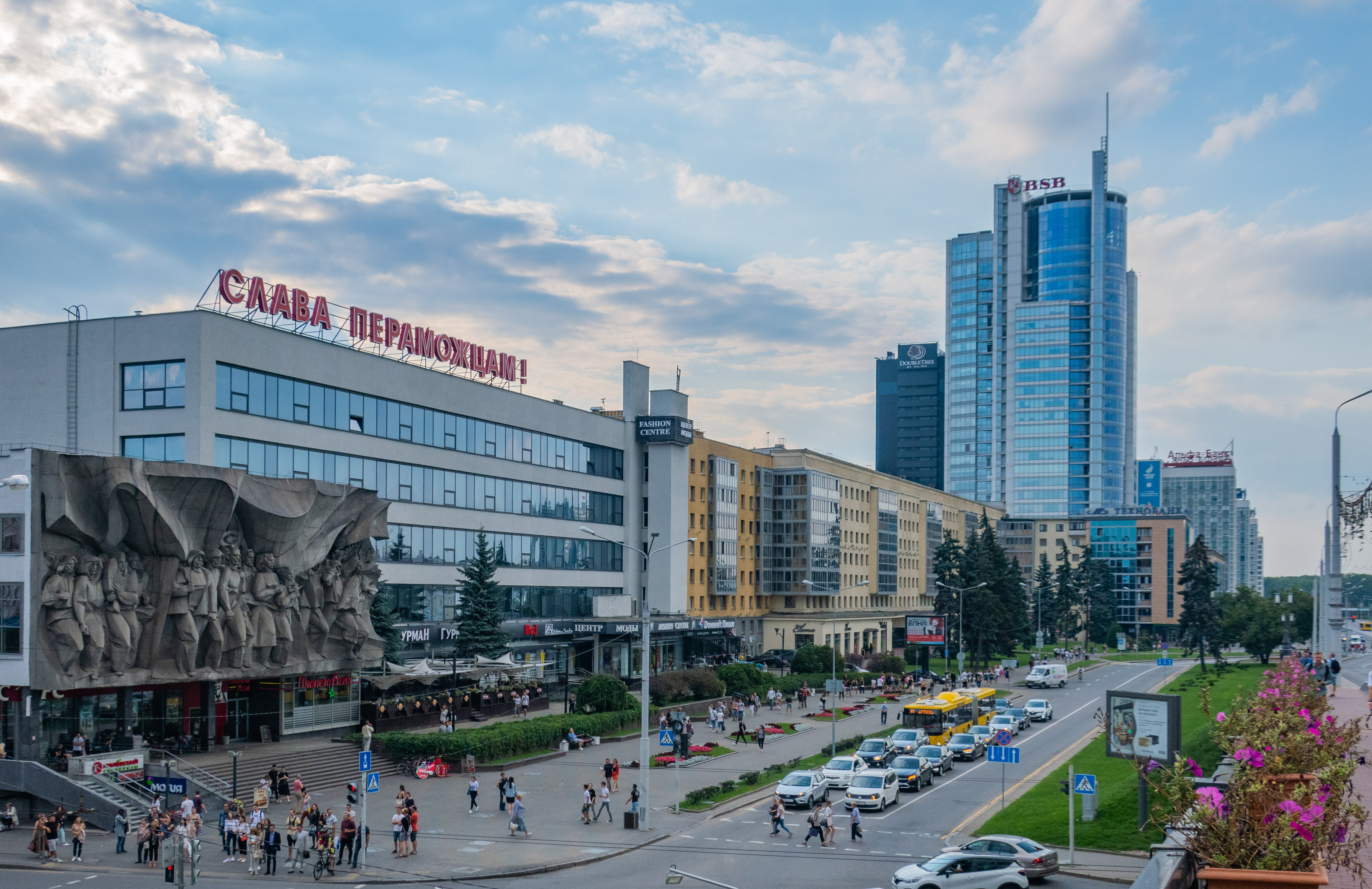
Начальный участок проспекта: дома № 1, 1к2, 3, 5, 7, 7А, 11. Слева — здание (ул. Немига, 2) с горельефом «Солидарность». Надпись на Доме моделей «Слава пераможцам!» (Слава победителям!) установлена после переименования проспекта

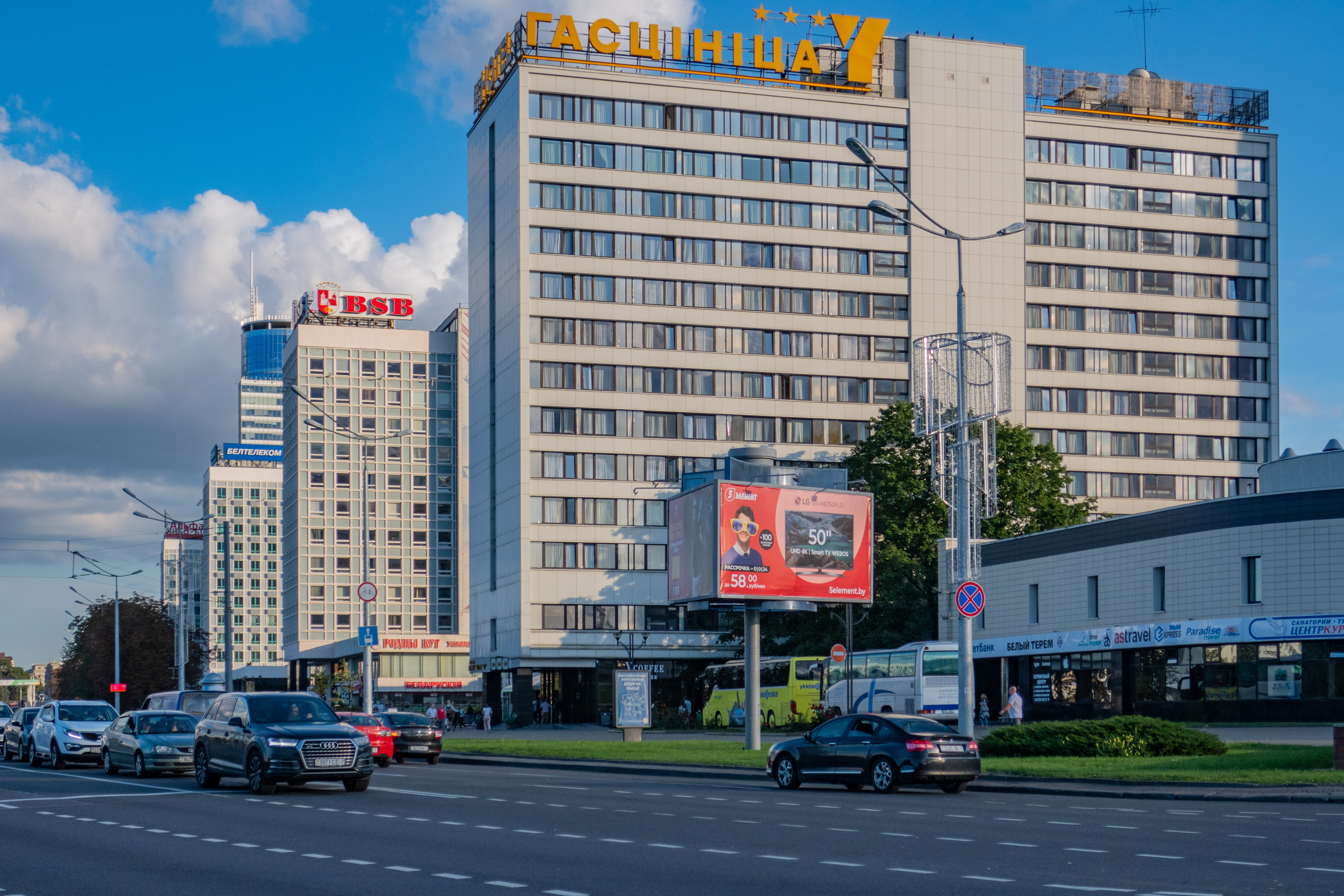
12-этажные здания 1960-х — 1970-х годов, бывшие высотными доминантами проспекта до начала XXI века

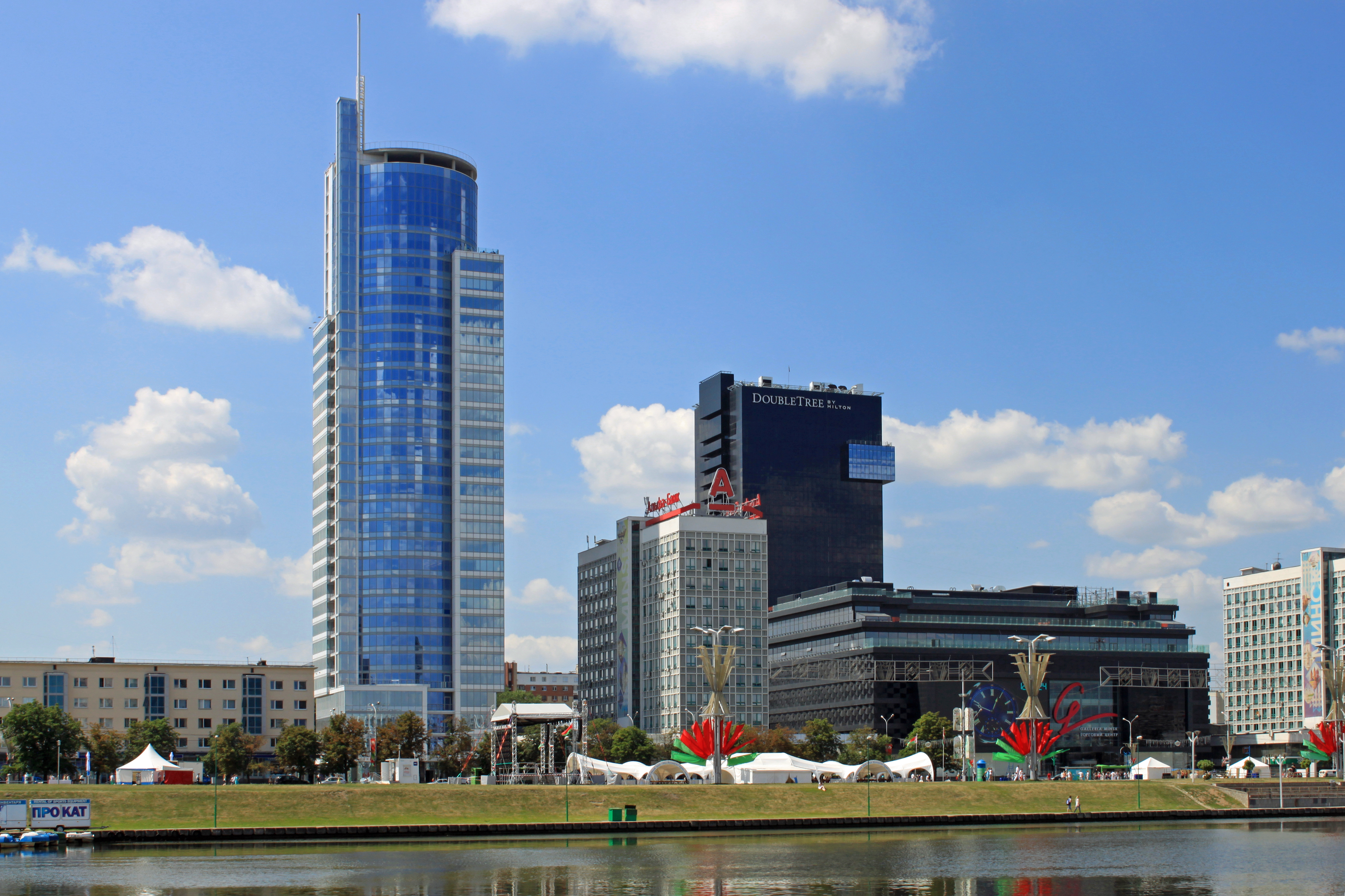
Постройки 2010-х годов (бизнес-центр Royal Plaza, отель Double Tree, торговый центр Galleria Minsk) в окружении зданий 1960-х — 1970-х годов

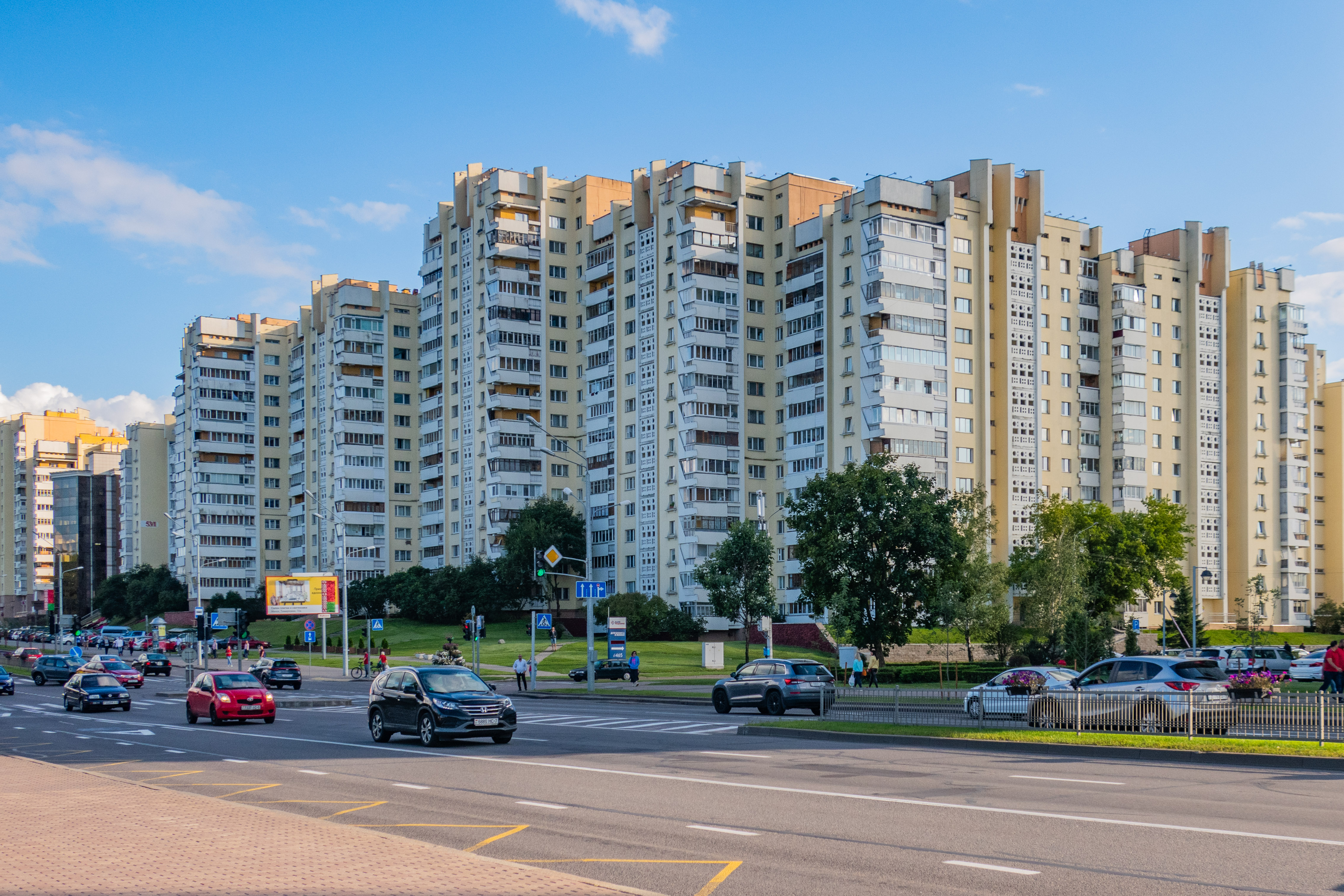
Средняя часть проспекта на перекрёстке с улицей Игнатенко, застройка 1980-х годов

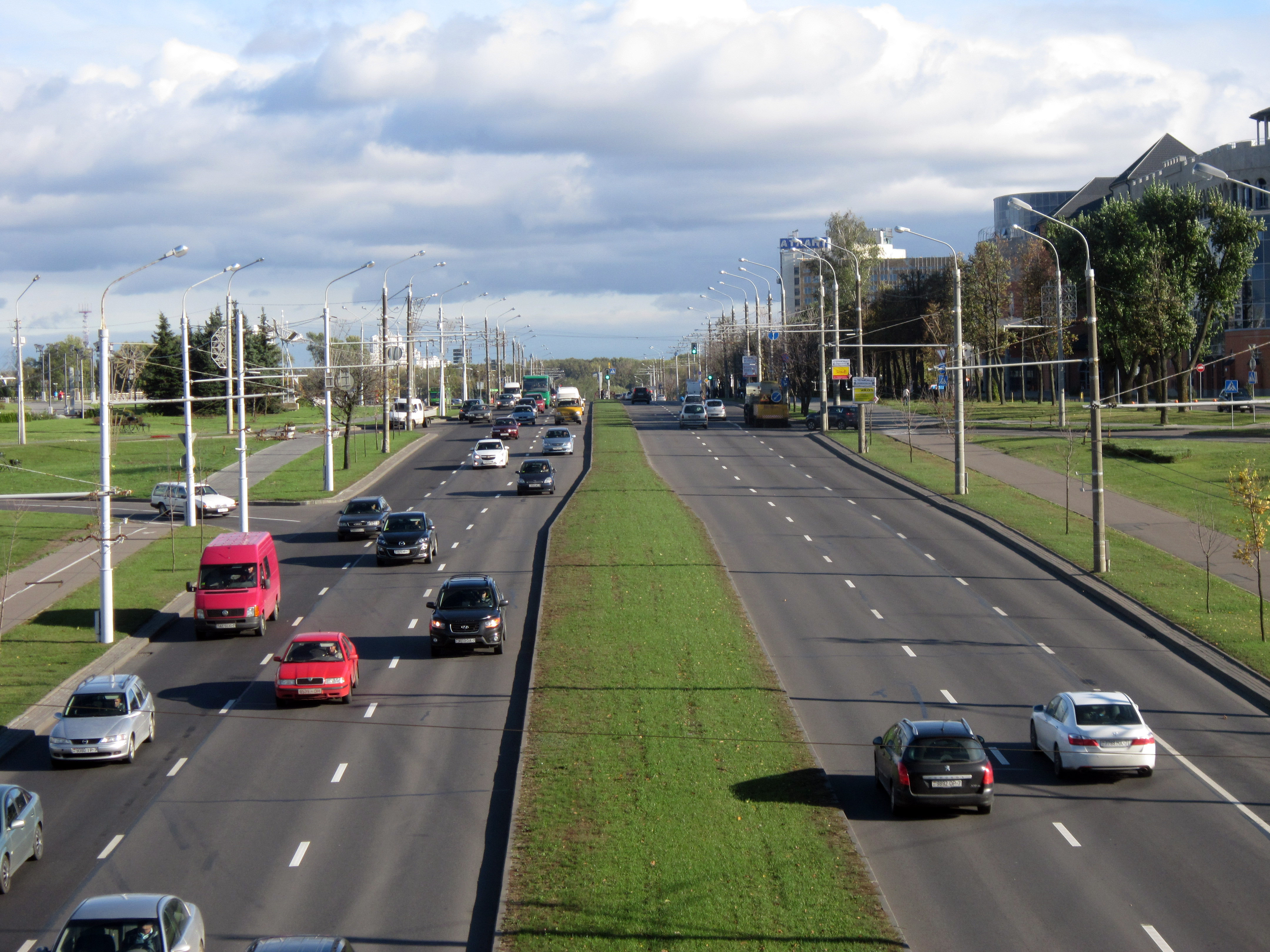
Вид на среднюю часть проспекта в сторону центра города с путепровода на улице Орловской

ЖК «Лазурит» (после завершения строительства должен стать самым высоким зданием в городе)

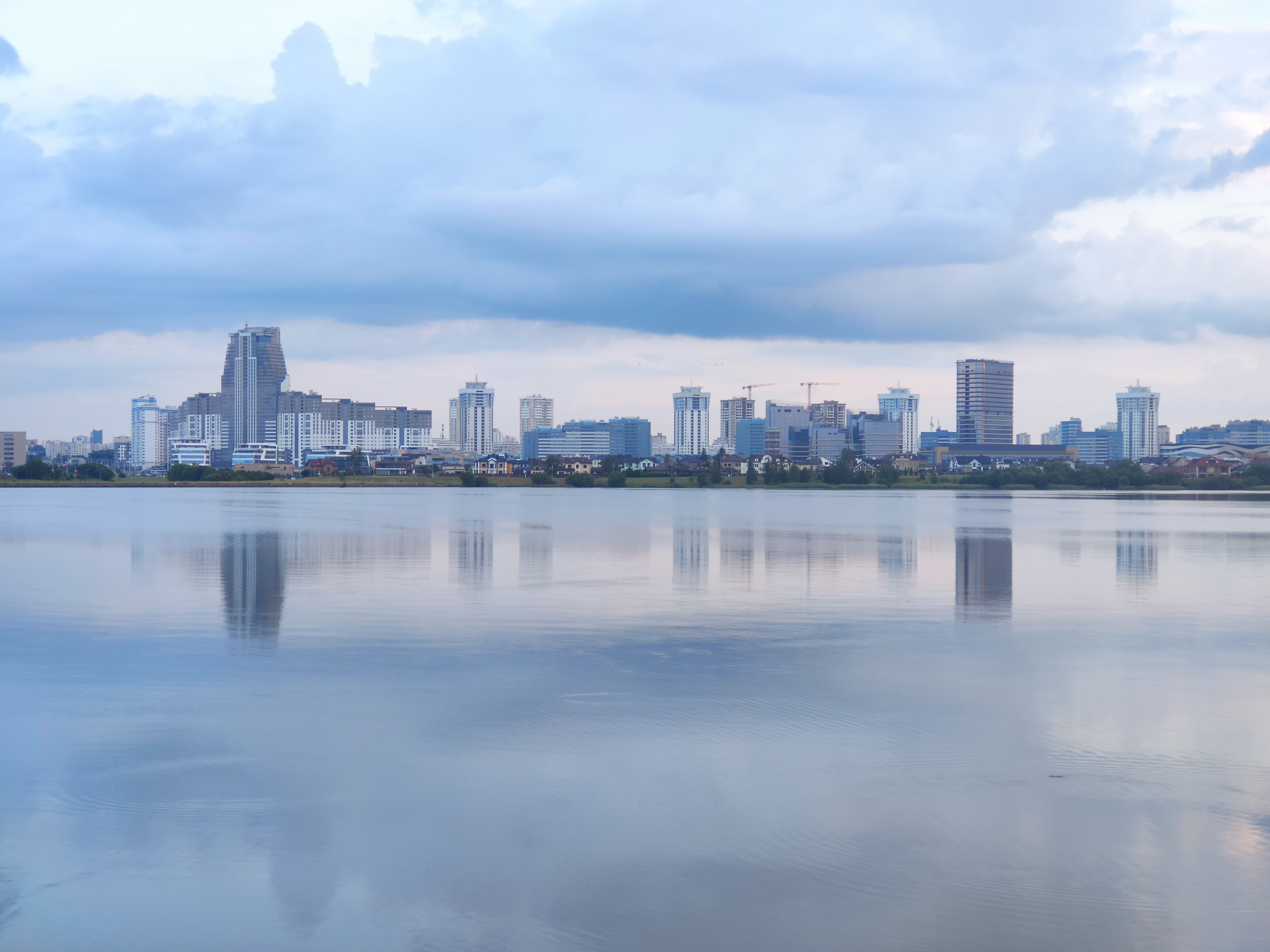
Вид на проспект в районе водохранилища Дрозды

Проспект Победи́телей (бел. Праспект Пераможцаў) — проспект в столице Республики Беларусь городе Минске, одна из главных магистралей города. Связывает исторический центр с престижной северо-западной частью города.

## Описание
Протяжённость проспекта — около 9 километров. Проспект расположен на правом берегу извилистой реки Свислочь, на некоторых участках река и водохранилища на ней находятся в пределах прямой видимости с проспекта. Большая часть зданий построена на нечётной стороне. Параллельно проспекту, в 1-2 км на юго-запад от него, проходят железнодорожная линия Минск—Молодечно—Вильнюс и дублирующая проспект улица Тимирязева.
Проспект Победителей начинается с путепровода над улицами Немигой и Максима Богдановича, возле площадей Свободы и 8 марта, и является прямым продолжением улицы Ленина в северо-западном направлении. Проспект пересекается с улицей Мельникайте, проспектом Машерова (первое транспортное кольцо), затем — с улицами Гвардейской, Игнатенко и Сапёров. За площадью Государственного флага находится автомобильная развязка «клеверного» типа с улицей Орловской (второе транспортное кольцо), далее — пересечения с улицами Крупцы и Радужной, проездом Дрозды, улицей Нарочанской / Тихой, переулком Веснинка и улицей Ратомской. На заключительном отрезке проспект проходит между водохранилищем Дрозды (с северо-востока) и заказником республиканского значения Лебяжий (с юго-запада). Проспект заканчивается развязкой на пересечении с МКАД, а его непосредственное продолжение в Минском районе становится короткой дорогой местного значения.

## История
До 1980 года назывался Парковой магистралью, в 1980—2005 — проспектом Машерова (в честь партийного деятеля Петра Мироновича Машерова).
Долгое время участок северо-западнее исторического центра Минска по правому берегу Свислочи был слабо заселён и не имел регулярной планировки. Здесь, в частности, располагалась Татарская слобода — место компактного проживания белорусских татар. До 1949 года здесь действовала мечеть. Из крупных зданий был построен только Дом физкультуры на месте Минского замчища.

### Начало активной застройки: 1960-е — 1990-е
Застройка начального участка Парковой магистрали началась в 1960-х годах: были построены Дом моделей и несколько жилых домов, Дворец спорта (1963—1966, архитекторы С. Филимонов и В. Малышев) и четыре 12-этажных здания, перпендикулярных магистрали — три однотипных административных (1969—1979, А. Духан, А. Красовский, В. Крамаренко, М. Виноградов, В. Щербина) и гостиница «Юбилейная» (1968, Г. Бенедиктов, В. Начаров). В пристройках к высотным зданиям располагался, в частности, единственный в Минске магазин «Берёзка». До строительства более высоких сооружений эти четыре здания были высотными доминантами проспекта. В 1980 году был открыт кинотеатр «Москва» (архитекторы М. Виноградов, В. Крамаренко, В. Щербина), на тот момент один из крупнейших в городе. В 1980-е годы на нечётной стороне были установлены скульптурные композиции, посвящённые временам года и фольклорным праздникам (скульпторы А. Шатерник, Л. Давиденко, Ю. Поляков, В. Занкович), территория была благоустроена фонтанами. По центру Парковой магистрали некоторое время располагалась каштановая аллея, впоследствии вырубленная для расширения проезжей части.
В 1970-е годы начали строиться здания на нечётной стороне возле пересечения с улицей Мельникайте и дальше: в 1978 году было построено здание института «Белпроект» (Дом проектных организаций) в форме трилистника с частичным опиранием главного корпуса на V-образные опоры (архитектор В. Малышев). Поблизости были построены Дом профсоюзов (1982, Г. Бенедиктов) и гостиница «Планета». В 1978—1983 годах на проспекте был построен жилой комплекс, состоящий из сложных по конфигурации структур переменной этажности — от 9 до 16 этажей, которые сформировали сложный силуэт в панораме (архитекторы Н. Шпигельман, В. Крусь, Б. Ковальков). Поблизости были также построены административные и конструкторские корпуса Минского завода холодильников. В 1985 году на чётной стороне был открыт комплекс «Минск — город-герой» с одноимённой стелой (архитекторы В. Крамаренко, В. Евсеев, В. Романенко, скульптор В. Занкович). В начале XXI века возле этой стелы было построено новое здание Музея Великой Отечественной войны вместо снесённого на Октябрьской площади; новое здание спроектировал один из создателей стелы В. Крамаренко.
В 1980-е годы был разработан комплексный проект застройки жилого района Веснянка (Веснинка) в дальней части проспекта, в котором использовались особенности расположения и рельефа. В микрорайоне на 355 тысяч м² жилья архитекторы и строители намеревались испробовать некоторые новые градостроительные идеи, что сделало район экспериментально-показательным, но с использованием типовых крупнопанельных конструкций и проектов монолитных зданий. Район был построен с небольшими изменениями в конце 1980-х — начале 2000-х годов. Поблизости были заложены корпуса Института физкультуры. В 1987—1988 годах был проведён международный конкурс на застройку микрорайона Лебяжий, возле одноимённого биологического заказника в самой дальней части проспекта. На конкурсе победил проект архитекторов из Чехословакии, но он не был реализован.
На чётной стороне начального участка проспекта до конца 1980-х — начала 1990-х годов существовали автостанция (на площади 8 марта, закрыта) и стадион «Трудовые резервы» (снесён, частично раскопан для расширения Свислочи).

### Переименование, продолжение активной застройки: 2000-е — 2010-е
В 2005 году к 60-летию победы в Великой Отечественной войне переименован в проспект Победителей.
В XXI веке на проспекте началось строительство ряда высотных зданий, некоторые из которых входят в число самых высоких в Республике Беларусь. В 2012 году, после начала строительства первых высотных зданий, заместитель министра архитектуры и строительства высказался в поддержку строительства целого комплекса небоскрёбов на начальном участке проспекта.
В 2008 году началось строительство жилого комплекса «Славянский квартал» высотой около 90 метров (введён в эксплуатацию в 2012 году).
В 2009—2014 годах в самом начале проспекта, на месте кафе «Реченька», строился 33-этажный бизнес-центр Royal Plaza (135 или 130 м со шпилем, 116 м без учёта шпиля) — на тот момент первый небоскрёб в стране. Проект здания выполнил Борис Школьников, девелопер — белорусская компания бизнесмена ливанского происхождения Хуссейна эль-Бадауи.
В 2010 году местность возле экспозиционно-выставочного центра юго-восточнее развязки с улицей Орловской получила название площадь Государственного флага.
В конце проспекта, на перекрёстке с улицей Нарочанской, в 2011 году началось строительство многофункционального комплекса «Лазурит». Первоначально российский бизнесмен обещал построить высотный комплекс с обтекаемыми формами и сплошными остеклением к чемпионату мира по хоккею 2014 года (фасад «Лазурита» выходил на Минск-арену, где прошла половина игр). Центральную часть «Лазурита», выходящую на перекрёсток и обращённую в сторону центра города, предлагалось отвести под гостиницу, а боковые пристройки — под дорогие квартиры и пентхаусы. В 2013 году реализация проекта затормозилась, и «Лазурит» передали компании «Вармани», которая решила отказаться от приспособления центральной части комплекса под гостиницу и начала упрощать проект, но вскоре стройка снова остановилась. В 2015 году по поручению Александра Лукашенко объект передали Управлению капитального строительства Мингорисполкома. В 2016 году проект снова упростили (в частности, сплошное остекление осталось только на центральной части комплекса), и вскоре строительство возобновилось. Срок сдачи всего комплекса, переименованного в «Лазурит. Корона Минска», был установлен на 2020 год. Всего в комплексе 878 квартир, 37 этажей, высота — 127 м. По высоте это одно из самых высоких зданий в Минске и стране, а по количеству жилых этажей — первое.
В 2011—2013 годах в средней части проспекта с привлечением рабочих из КНДР был построен Дворец Независимости, ставший впоследствии резиденцией Президента Республики Беларусь.
В XXI веке в дальней части проспекта сформировался большой кластер сооружений, связанных со спортом. Ещё в 1980-е годы были построены новые корпуса Института физкультуры и Школа футбола. В 2000-е — 2010-е годы были построены крупнейшая в Республике Беларусь мультиспортивная Минск-Арена (15 тысяч мест) с велодромом и конькобежным стадионом, штаб-квартира Национального олимпийского комитета, Дом футбола, Футбольный манеж (2002, архитектор Михаил Гаухфельд), Дом гребли. В 2015 году возле футбольного манежа был открыт спортивно-гостининый комплекс «Сокол» в форме этой птицы (архитектор — Олег Воробьёв), построенный инвестиционным фондом Вооружённых сил Катара. В 2018 году был открыт Дворец художественной гимнастики: изначально здание задумывалось в форме вьющихся лент, но проект в процессе упростили, и оставили ленты лишь на фасаде.
В мае 2014 года в конце проспекта, у пересечения с МКАД, был открыт первый в Минске аквапарк.
В 2010-е годы на проспекте было открыто несколько торгово-развлекательных центров, в том числе три крупных. В 2012 году был открыт торговый центр «Замок» в средней части проспекта (ООО «Табак-инвест»; Павел Топузидис). По общей площади (более 90 тыс. м²) «Замок» на момент открытия был крупнейшим торговым центром в Минске. 24 мая 2013 года в дальней части проспекта, напротив комплекса «Минск-Арены», была открыта «Арена сити» (86 тыс. м²) (строительством занимались компании Юрия Чижа, в 2014—2015 году объект был передан Белагропромбанку по договору обратного лизинга, в 2019 году — продан ООО «Парагис»). О строительстве «Галереи Минск» (ООО «Галерея Концепт»; Владимир Хейфец и др.; 54,5 тыс. м²) на начальном участке проспекта было объявлено в 2011 году. Ожидалось, что комплекс будет построен к Чемпионату мира по хоккею 2014 года, однако «Галерея Минск» открылась только в декабре 2016 года. Торговые центры значительно различаются по архитектуре: «Галерея Минск» — прямоугольный параллелепипед с тёмным фасадом; «Замок» сочетает элементы современной архитектуры со средневековыми замками, а стеклобетонный фасад частично имитирует кирпич; «Арена Сити» вытянута вдоль проспекта и немного изогнута, стиль её фасада навеян расположенной напротив «Минск-Ареной».

## Здания
- Дворец Спорта — дом 4.
- Музей Великой Отечественной войны — дом 8.
- Дворец Независимости — дом 12.
- Кинотеатр «Москва» — дом 13.
- Футбольный манеж — дом 20/2.
- Минский завод холодильников — дом 61.
- Минск-Арена — дом 111.

## Транспорт
В начале проспекта расположена станция метро «Немига». На протяжении большей части проспекта действует электробусный маршрут № 1 «Вокзал — Веснянка». Несколько электробусов оснащены аудиогидами, которые с 10:00 до 17:00 и с 20:00 до 22:00 на каждой остановке информируют о местах, через которые проезжает электробус. Кроме того, на протяжении всего проспекта действует несколько автобусных маршрутов, а в районе Дворца Независимости и в Веснянке ходят троллейбусы.
Троллейбус на проспекте начал ходить с 1967 года. В 2006 году его контактная сеть в начальной части проспекта была убрана и на замену трём троллейбусным маршрутам был открыт автобусный № 1, с 2019 года полностью переведённый на электробусы.

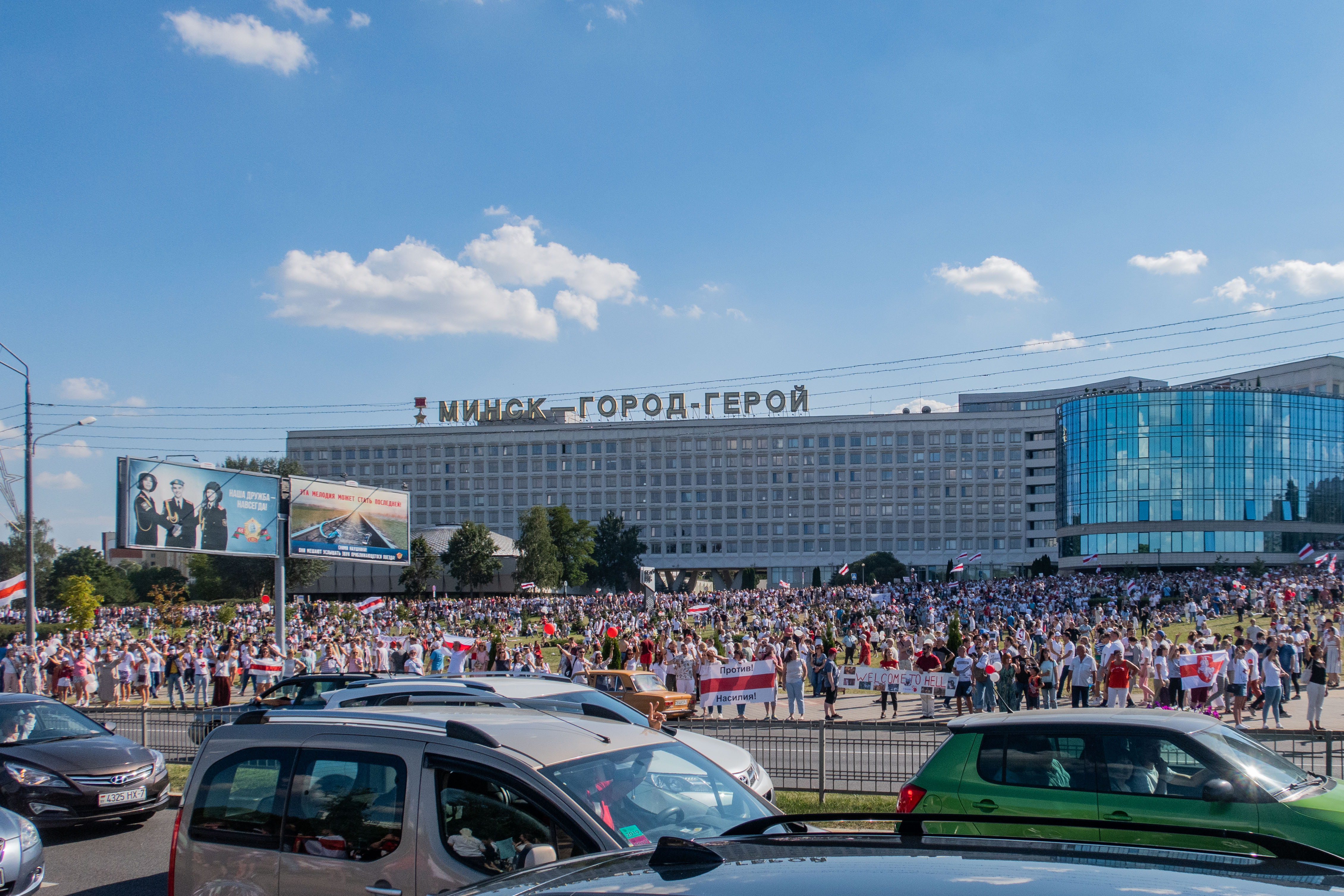
Протестный митинг на проспекте (16 августа 2020 года)
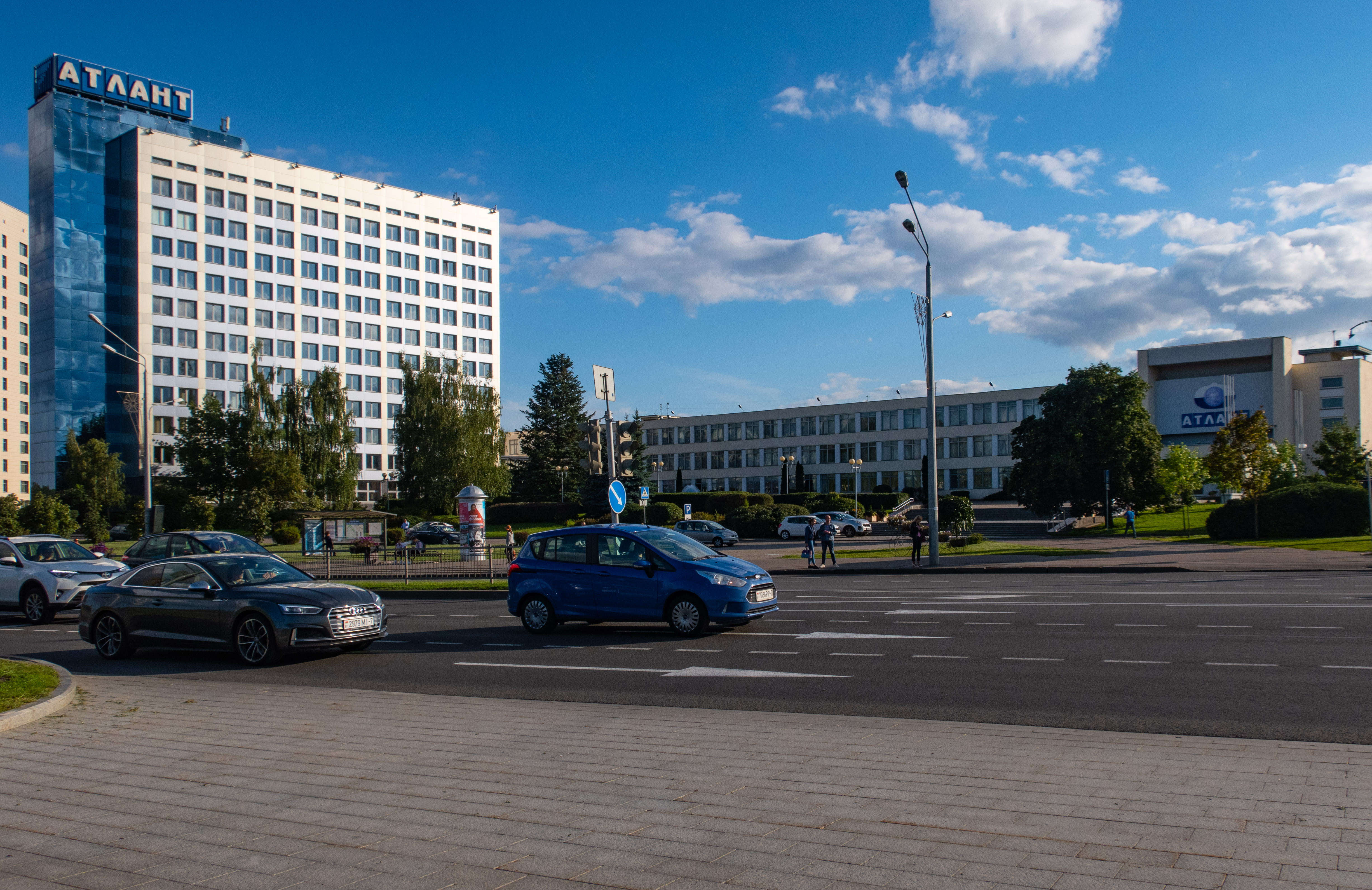
Завод холодильников «Атлант»
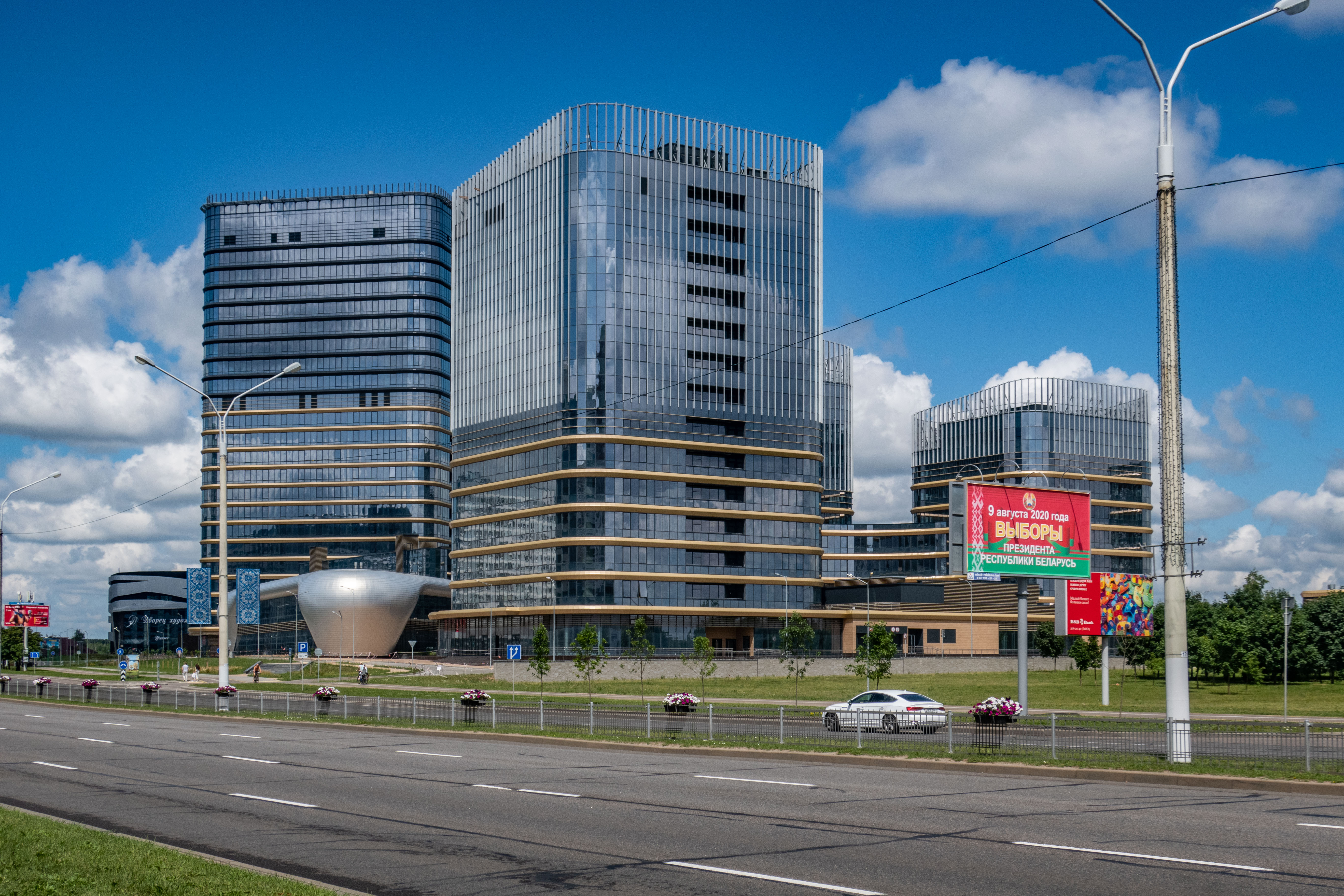
Застройка 2010-х годов
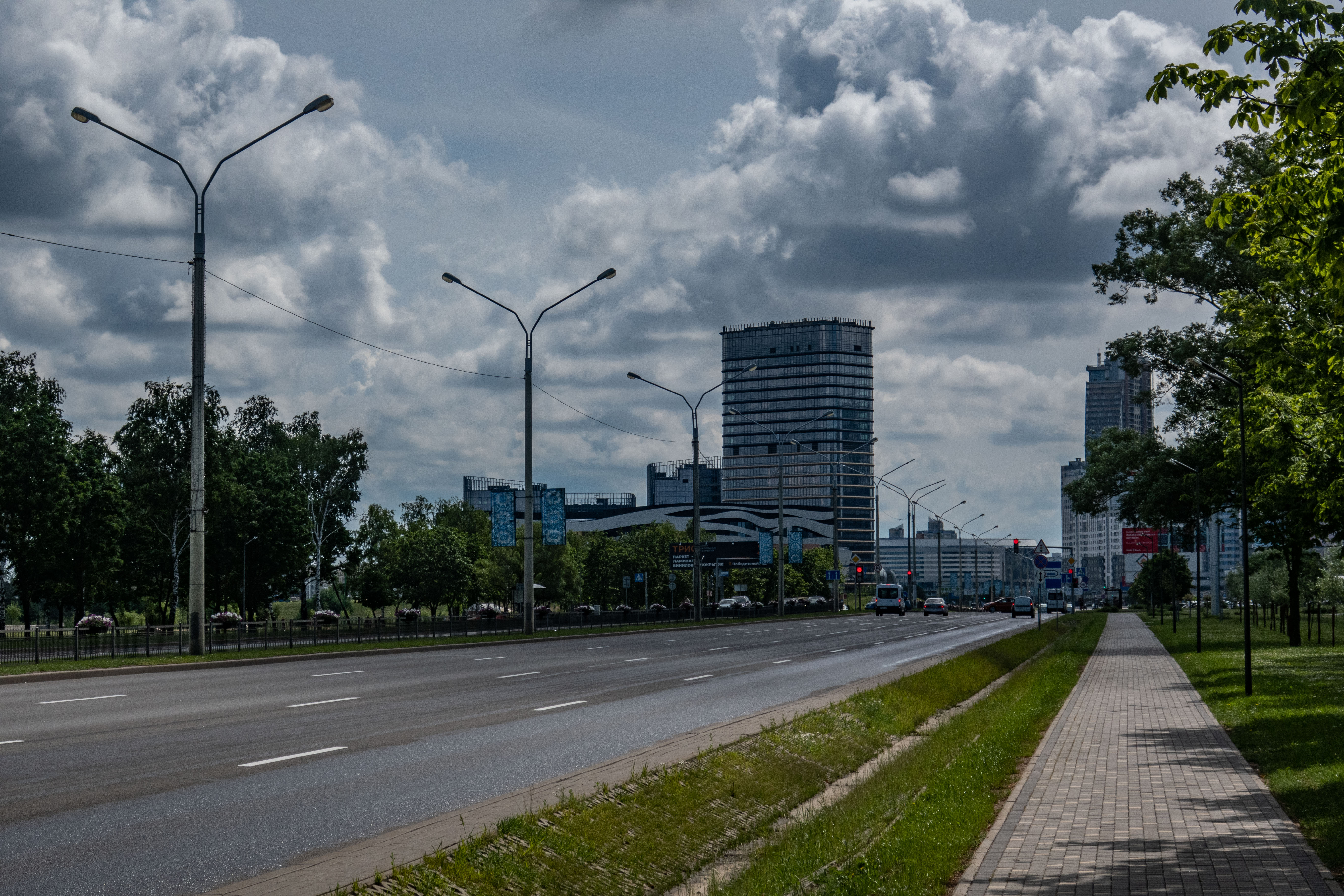
Вид на проспект возле заказника «Лебяжий»
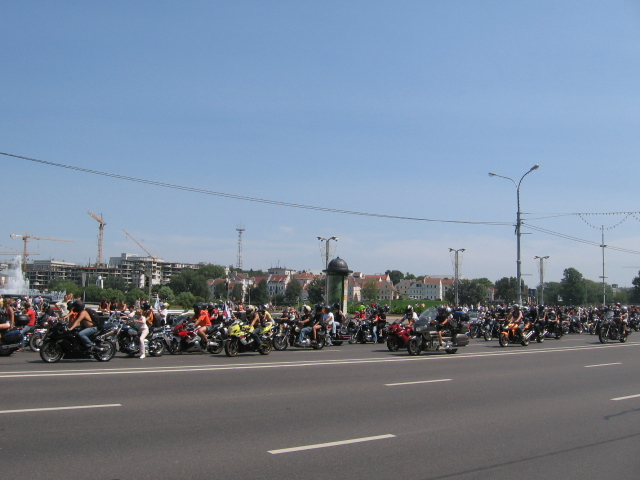
Байк-шоу (24 июля 2010 года)

### Путепровод над Немигой
Рухнул в 3 часа ночи  8 января 2022 года, ранее находился в аварийном состоянии с 2004 года. Обошлось без жертв. Круглосуточно разбирают старые пролёты, в течение месяца построят новый.
К вечеру 11 января путепровод демонтирован, выложена схема ГАИ  объезда обвала. Начато сооружение нового. Новый путепровод откроют 10 февраля 2022.
10 февраля 2022 года в 23.00 открыто движение по путепроводу.